# Humber Super Snipe
Der Humber Super Snipe ist ein PKW der oberen Mittelklasse, der von der Rootes Group hergestellt und unter ihrer Marke Humber verkauft wurde.

## Modell 1938
Der erste Super Snipe wurde als Nachfolger des Snipe im Oktober 1938 eingeführt und entstand, indem man den 4,0 Liter-Sechszylinder-Reihenmotor aus dem größeren Humber Pullman mit dem Fahrgestell und der Karosserie des Humber Snipe, einem Auto mit 3,0 Liter-Maschine, kombinierte. Das Ergebnis war ein Auto mit höherer Leistungsfähigkeit, das zu dieser Zeit als sehr schnell galt.
Der Super Snipe war vorwiegend für Manager, Geschäftsleute und höhere Staatsangestellte und Beamte gedacht. Für seine Größe und seine Leistung war er relativ preisgünstig, in Erscheinung und Konzept ähnlich den amerikanischen Wagen.
Ein Jahr nach Einführung des Modells brach der Zweite Weltkrieg aus, aber das Auto wurde für das Militär weiter produziert. Das Chassis wurde auch für das gepanzerte „leichte Aufklärungsfahrzeug“  Humber LRC eingesetzt. Etwa 1500 Exemplare des Super Snipe entstanden bis 1940.

## Mark I–III
1945 wurde die Friedensproduktion wieder aufgenommen. Vom Super Snipe wurden mehrere Evolutionsstufen, Mark I–III, entwickelt, jede größer, stärker und moderner als die vorhergehende.
Nach dem Krieg begann die Rootes Group das Fahrzeug auch zu exportieren. Der Super Snipe war in Australien sehr beliebt.

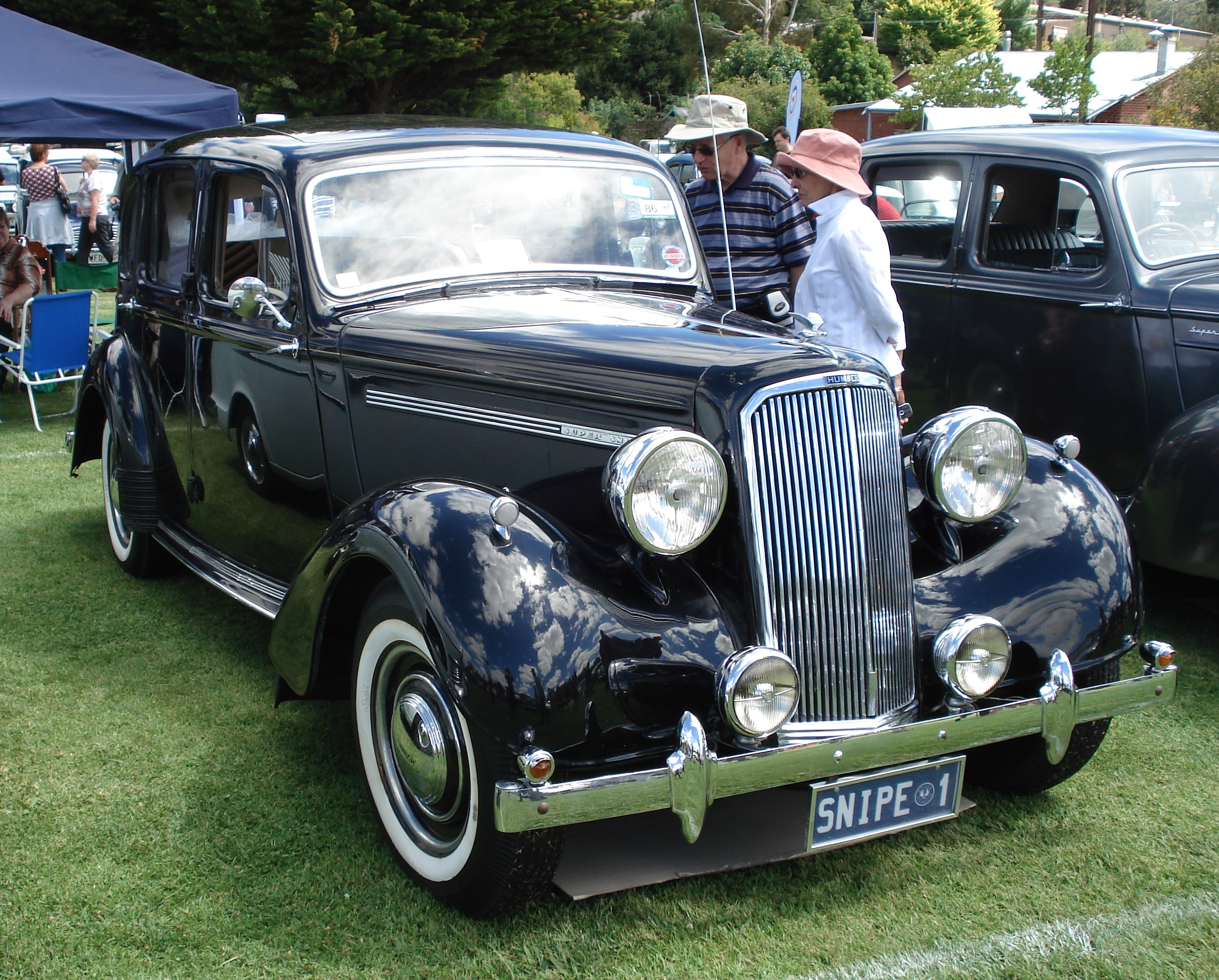
Humber Super Snipe Mark I Limousine (1946)

### Mark I

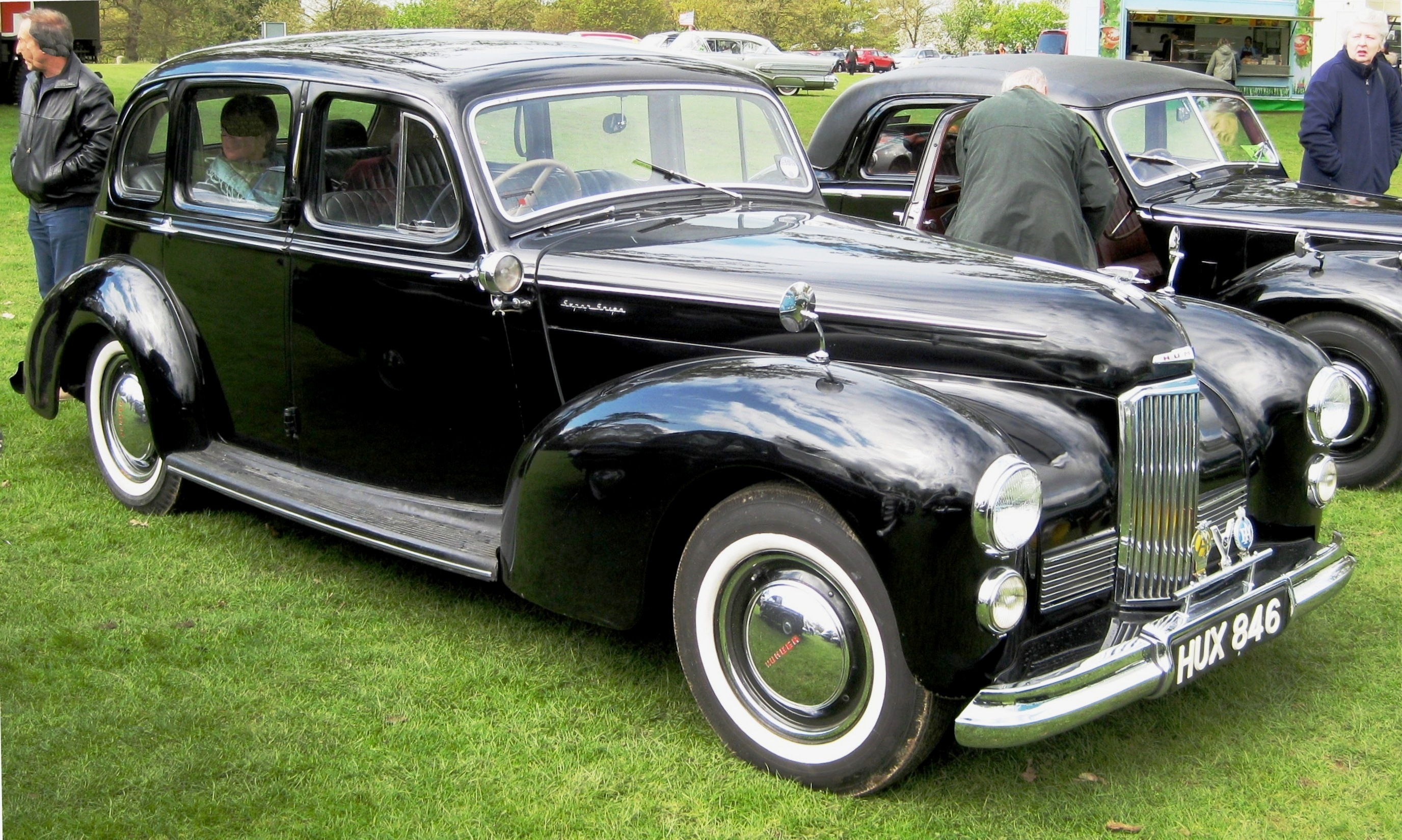
Humber Super Snipe Mark II (1949)

Bei dem 1945 aufgelegten Modell handelte es sich im Wesentlichen um ein überarbeitetes Vorkriegsmodell. Die Länge war auf 4572 mm gewachsen, der Motor war mit 4,1 Liter Hubraum und 100 bhp Leistung bei 3400/min. gleich geblieben. Bis 1947 entstanden 3909 Exemplare.

### Mark II
1948 erhielt der Super Snipe eine vollkommen neue Karosserie mit 4750 mm Länge und 1880 mm Breite. Die Scheinwerfer waren in die vorderen Kotflügel integriert und es gab wieder Trittbretter. Die Räder waren weiterhin einzeln an Querblattfedern aufgehängt. 1949 und 1950 wurden einige Wagen von Tickford als Cabriolets karossiert. Frühe Exemplare des Mark II kann man an den runden Lampen unterhalb der Scheinwerfer erkennen. Die linke war eine Nebellampe, die rechte diente zum Ausleuchten der Fahrbahn beim Überholen. Ab 1949 gab es stattdessen rechteckige Zusatzleuchten. Bis 1949 wurden 8361 Super Snipe Mark II gebaut.

### Mark III
Der Mark III erschien 1950 äußerlich fast unverändert, war aber mit 4851&mm nochmals 100 mm länger. An der Hinterachse war zusätzlich ein Panhardstab eingebaut, der seitliche Bewegungen der Hinterräder begrenzte und den Einbau weicherer Federn ermöglichte. Einfachere Stoßfänger und Edelstahlauflagen auf den Trittbrettern machen die Unterscheidung vom Mark II leicht. 8703 Exemplare entstanden bis 1952.

## Mark IV
1952 löste der Mark IV den Mark III ab. Der Wagen mit der modernen, verlängerten  Pontonkarosserie des Hawk Mark IV war jetzt deutlich länger, über 5 Meter. Der Hubraum des Motors war von 4086 cm³ auf 4139 cm³ gewachsen und die Leistung auf 113 bhp (83 kW) gestiegen. Später stieg die Leistung nochmals auf 122 bhp (90 kW). Kombi und Cabriolet waren entfallen; es gab nur noch die Limousine. Unter anderem wurde sie auch auf einer neuen Montagelinie in Australien gebaut.
Ab 1956 wurde auf Wunsch auch ein Borg-Warner 35 Automatikgetriebe eingebaut, aber kurz darauf stellte man die Produktion nach 17.993 Exemplaren ein.

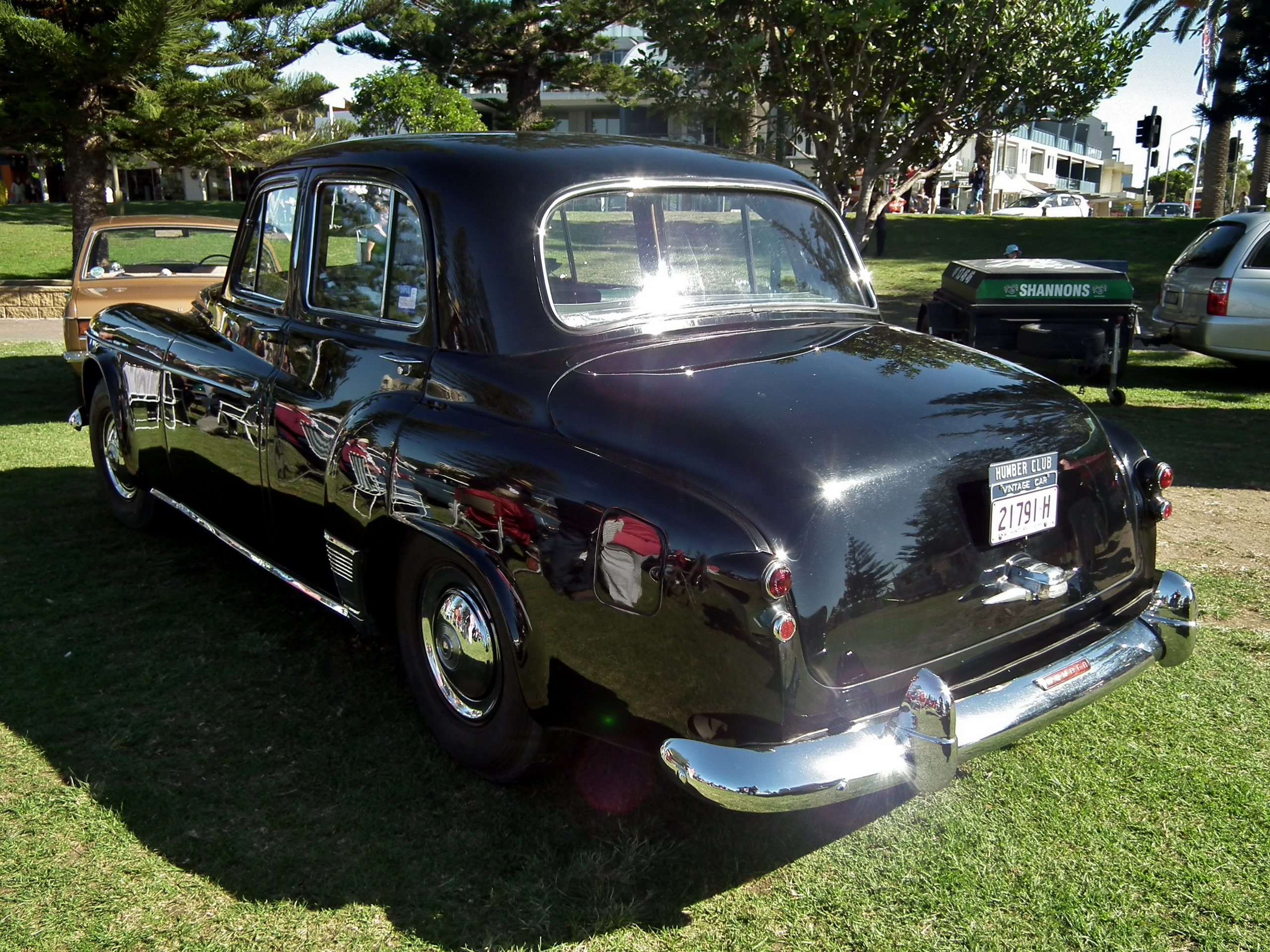
Heckansicht Mark IV

## Serie I–V
Im Oktober 1958 wurde ein neuer Super Snipe eingeführt, der erneut auf der diesmal selbsttragenden Karosserie des 4-zylindrigen Humber Hawk basierte und mit einer 2,6 Liter- (später 3,0 Liter-)Reihensechszylinder-Maschine von Armstrong-Siddeley ausgestattet war. Der 3,0-Liter hatte auch Scheibenbremsen vorne.
Der neue Super Snipe war außen kleiner, aber innen größer, hatte eine höhere Motorleistung und eine modernere Erscheinung, ähnlich der der General-Motors-Wagen Mitte der 1950er-Jahre. Auch er wurde in verschiedenen Evolutionsstufen gebaut, Serie I bis Serie V. Als Chrysler die Rootes Group übernahm, wurde im Juli 1967 seine Produktion endgültig eingestellt.

### Serie I
Der neue Super Snipe war mit einem Dreiganggetriebe ausgestattet. In den oberen Gängen konnte ein Overdrive zugeschaltet werden. Auf Wunsch gab es ein Automatikgetriebe von Borg-Warner und eine Servolenkung. Neben der Limousine wurde auch eine Pullman-Limousine angeboten. Im einzigen Produktionsjahr 1958 entstanden 6072 Exemplare.

### Serie II
Bereits 1959 erschien die Serie II mit auf 2965 cm³ aufgebohrtem Motor und Scheibenbremsen vorne. An der Karosserie gab es keine Änderungen. Im einzigen Produktionsjahr wurden 7175 Super Snipe Serie II gebaut.

### Serie III
Die Serie III des Jahres 1960 trug eine neue Front mit vier Scheinwerfern und einem neuen Kühlergrill, der sich über die gesamte Fahrzeugbreite zog. Die Länge der Karosserie war auf 4775 mm gewachsen. Die zusätzliche Länge kam im Wesentlichen dem Motorraum zugute. Vorne an der Kurbelwelle war eine zusätzliche Riemenscheibe angebracht worden, die dem Antrieb der neuen Klimaanlage diente, die für den US-Markt dringend benötigt wurde. Bis 1961 wurden 7257 Wagen dieses Typs gebaut, nur wenig mehr als vorher in einem einzigen Jahr.

### Serie IV
1962 wurde die Serie IV mit einigen, wenigen Veränderungen an der Karosserie und einem auf 124,5 bhp (94,5 kW) erstarkten Motor vorgestellt. Das Panoramaheckfenster der früheren Modelle war einer an den Ecken gestutzten Scheibe gewichen. Dafür hatten die hinteren Türen Dreiecksfenster, die zu öffnen waren. Bis 1963 wurden 6495 Wagen der Serie IV gebaut.

### Serie V
Im Jahre 1964 erschien die letzte Serie des Super Snipe. Der Aufbau war etwas flacher, die Heckscheibe niedriger und die Windschutzscheibe etwas größer. Der Kombi blieb unverändert. Neue Vergaser und ein überarbeiteter Zylinderkopf sorgten für eine weitere Leistungssteigerung des Motors, der nun 128,5 bhp (95,8 kW) lieferte. Im Juli 1967 wurde die Serie nach 3032 Exemplaren eingestellt. Nur in Australien, im Chrysler-Werk in Port Melbourne, entstanden bis 1970 noch einige wenige Wagen dieses Typs.

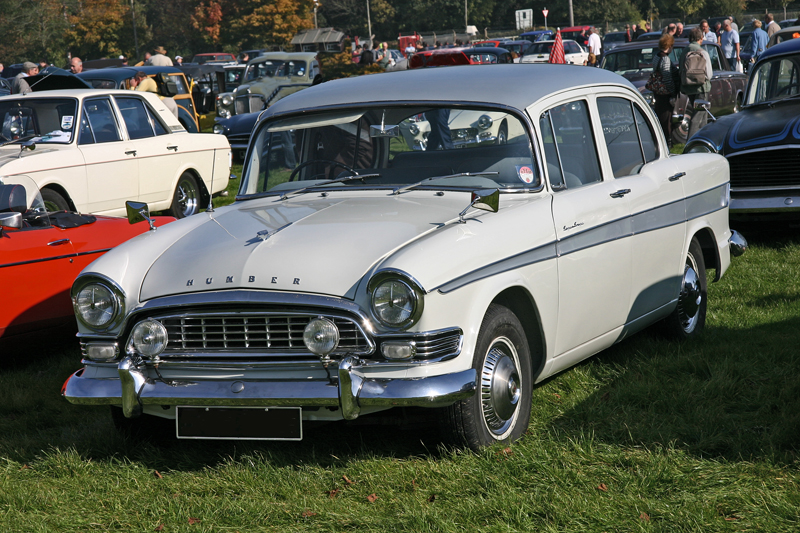
Humber Super Snipe Serie II
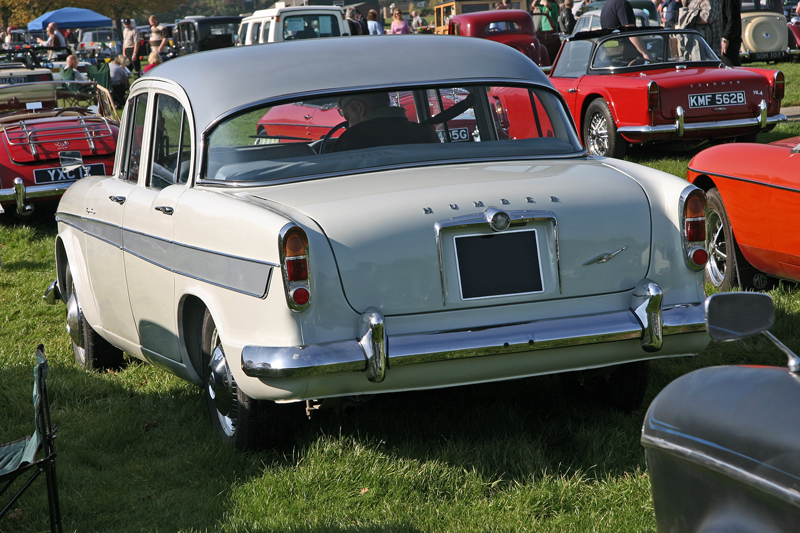
Heckansicht Serie II
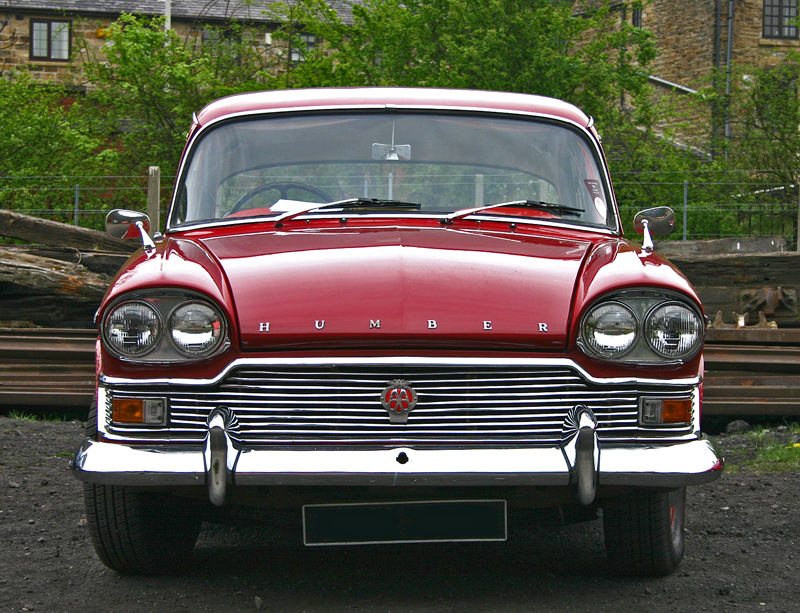
Humber Super Snipe Serie IV
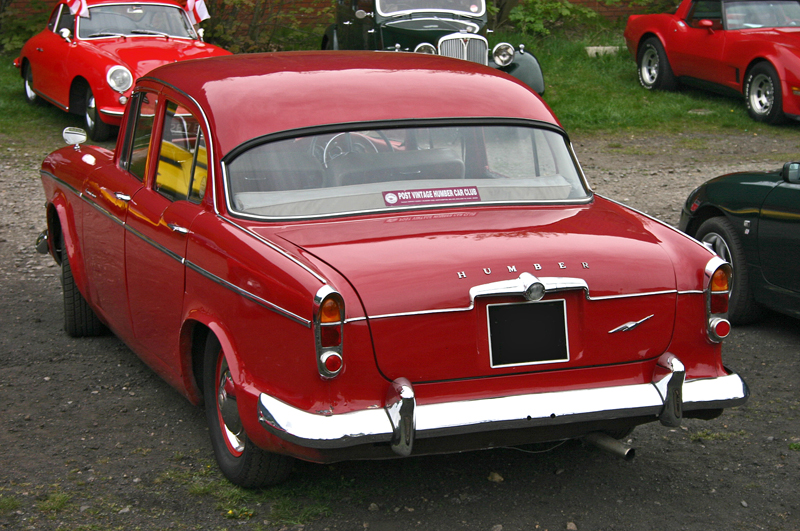
Heckansicht Serie IV
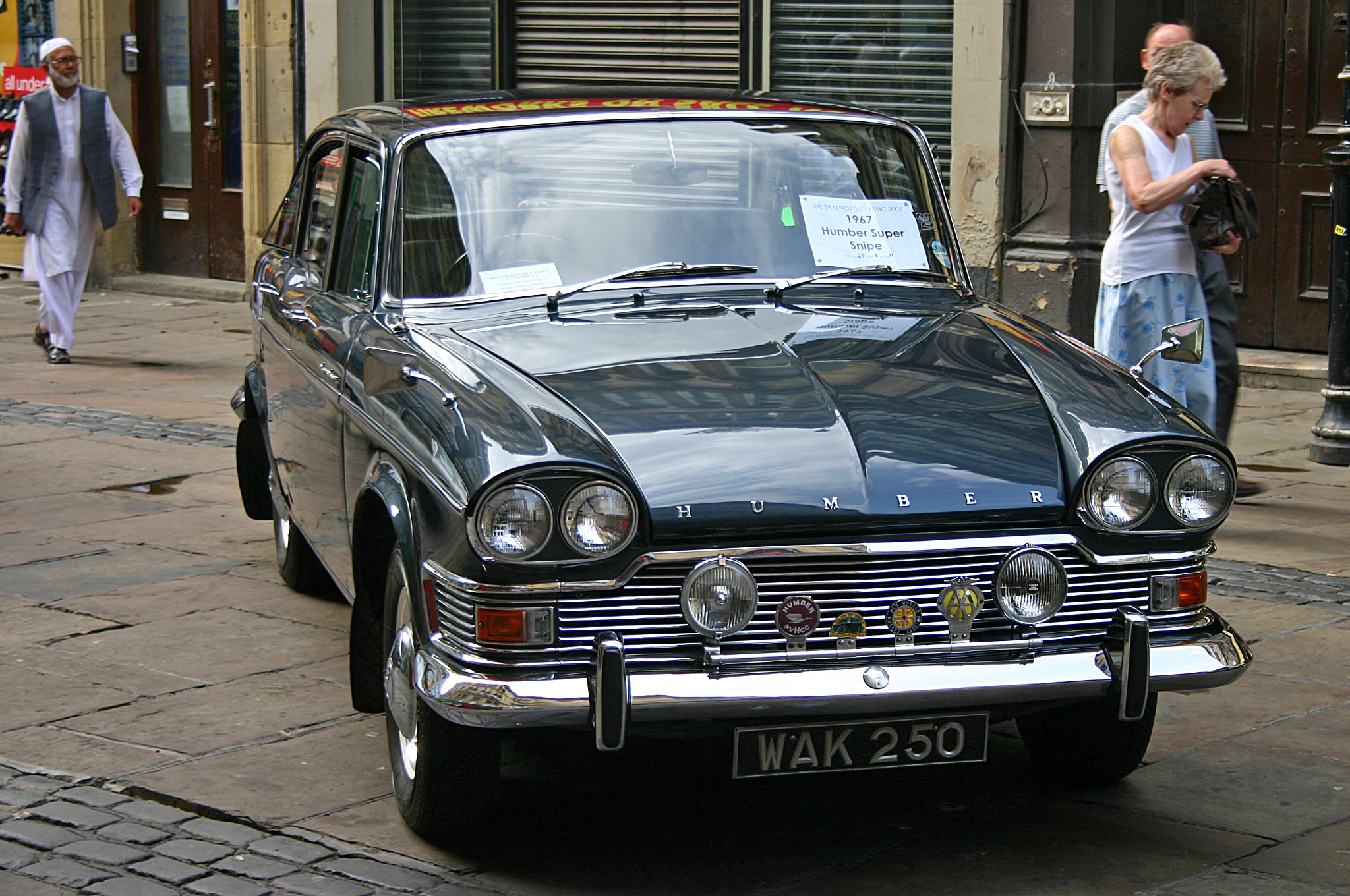
Humber Super Snipe Serie V mit großer Windschutzscheibe
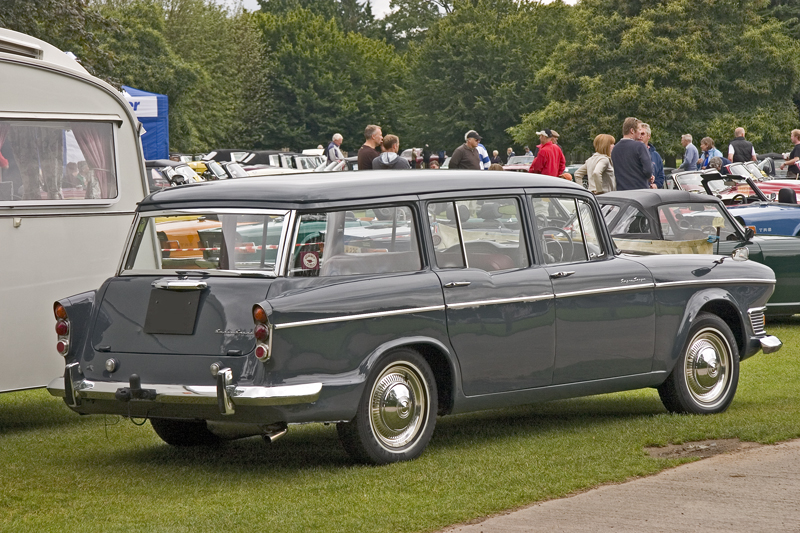
Kombi Serie V